# Волго-Клязьминское междуречье
Волго-Клязьминское междуречье — территории, ранее занятые подолом последнего оледенения.
Понятие «Волго-Клязьминское междуречье», как географическое определение, впервые было введено в литературу A. Л. Никитиным.

## Местоположение
В археологии географические рамки этого региона следующие: северная — река Волга, южная — река Клязьма, восточная граница находится в месте впадения Оки в Волгу; западная же граница более условна — ею является верховье реки Клязьмы, которая берёт начало на южном склоне Клинско-Дмитровской возвышенности, около деревни Кочергино, в Химкинском районе Московской области. Большинство рек в регионе берут начало на Волжско-Клязьминском водоразделе и текут в меридиональном направлении с севера на юг, где впадают в Клязьму — реки Теза, Уводь, Нерль Клязьминская, Колокша, Пекша, Киржач, Шерна. Другие, являющиеся притоками Волги, текут с востока на запад (Дубна, Нерль Волжская), с запада на восток (Кубань, Ячменка) и с юга на север (Которосль, Шача, Сунжа, Елнать). Берега многих из этих рек и их притоков были заселены человеком ещё в раннем голоцене.
По современному административному делению в границы Волго-Клязьминского междуречья входит территория Ивановской, а также части Тверской, Ярославской, Костромской, Московской, Владимирской и Нижегородской областей.

## История

### Мезолит
Территория Волго-Клязьминского междуречья была заселена человеком на протяжении всей мезолитической эпохи. Первые группы людей — представители вполне сложившейся бутовской культуры — существуют здесь уже в конце позднего дриаса. В первой половине пребореала они осваивают крупные озерные котловины, в границах которых продолжают существовать вплоть до начала атлантического периода. Эти котловины, поросшие лесами, давали человеку все необходимое для жизни. В пребореальное время стоянки, расположенные в пределах Подозерской, Ивановской и Сахтышской озерных котловин, показывают ряд существенных отличий, которые устойчиво прослеживаются в дальнейшем. В то же время, памятники западной части рассматриваемого региона по всем признакам оказываются ближе к бутовским поселениям Тверского Поволжья и Мещеры. Хронологические рамки бутовской культуры А. Н. Сорокиным определяются в интервале 9500 — 8500 лет назад.
Новые условия существования вынуждали людей приспосабливаться к ним. Так, отсутствие качественного кремня, позволяющего получать крупные ножевидные пластины, привело к серьезным изменениям в технологии обработки камня и производства орудий. В качестве основной заготовки начинает широко применяться отщеп. Для изготовления орудий все чаще используются некремнёвые породы камня, в частности кремнистый известняк, кварцит, сланец, песчаник. Наиболее многочисленным типом нуклеуса становится аморфный от отщепов, на стоянках встречается большое количество нуклевидных кусков, а также комбинированных и неоднократно переоформленных орудий. Широкое распространение получают аморфные скребки, резцы на сломе заготовки и т. д.
Развивалась костяная индустрия, поскольку в условиях лесного окружения человек не мог испытывать недостатка в этом сырье. На ряде торфяниковых памятников изделия из кости и рога составляют более двух третей от общего числа орудий.
К началу бореального времени население бутовской культуры в Волго-Клязьминском междуречье полностью адаптировалось к местным условиям существования. В материалах памятников уже практически не встречаются изделия из приносного кремня, что свидетельствует о полном переходе на местное сырье.
Около 7000 лет назад бутовская культура дает начало ранненеолитической верхневолжской культуре.
В начале пребореального периода в Волго-Клязьминском междуречье появляются памятники, оставленные населением иеневской культуры. Вероятно, эта культура сложилась ещё в эпоху позднего дриаса, однако её носители проникают в рассматриваемый регион лишь в первой половине пребореала. Судя по имеющимся материалам, иеневское население в Волго-Клязьминском междуречье было сравнительно малочисленным. Самые поздние памятники иеневской культуры в регионе датируются бореальным временем. Более поздние её памятники не известны.
Два памятника, расположенные в западной части региона, свидетельствует о существовании здесь населения рессетинской культуры. Других культурных проявлений в мезолите Волго-Клязьминского междуречья в настоящее время не известно.
Основными занятиями мезолитического населения являлись охота (на лесных животных и птицу) и рыболовство, которые дополнялись собирательством. Этот хозяйственно-культурный тип, начавший формироваться в конце позднего дриаса, просуществовал вплоть до развитого неолита. На стоянках, датированных концом дриаса — пребореалом, отмечены следующие виды животных: лось, бобр, выхухоль, куница, заяц (без уточнения до вида), бурый медведь, водяная полёвка, барсук, выдра, хомяк (без уточнения до вида), лисица, северный олень, волк, европейская норка, горностай, косуля, белка, собака. В конце пребореала на стоянках появляются кости благородного оленя. В бореальное и атлантическое время сохраняется ведущая роль лося и бобра. Начиная с первой половины бореала, появляются немногочисленные кости кабана, причем исключительно на стоянках Дубненского торфяника. И лишь с атлантика единичные кости кабана встречаются и на торфяниковых стоянках в центральной части Волго-Клязьминского междуречья. Со второй половины бореала среди появляется также лесной кот и болотная черепаха. Таким образом, что на всех рассмотренных мезолитических памятниках представлена исключительно лесная фауна.
Лук являлся основным охотничьим оружием. Наряду с луком и стрелами на охоте на крупного зверя использовались дротики, метательные короткие копья (иногда с зубчатыми остриями), массивные рогатины. Для добивания раненого зверя и возможной обороны при близком контакте использовались различные кинжалы из кости и рога.
В конце дриаса, пребореальном и бореальном периоде представлены добывались следующие виды птиц: красношейная поганка, чомга, лебедь-кликун, серая утка, чирок-свистунок, чирок-трескунок, шилохвость, гоголь, лысуха, чернозобая гагара, серощёкая поганка, серая цапля, выпь, скопа, белохвостый орлан, гусь гуменник, белолобый и серый гусь, свиязь, кряква, широконоска, красноголовая чернеть, хохлатая чернеть, морская чернеть, морянка, средний крохаль, луток, тетерев, глухарь, серый журавль, погоныш, большой веретенник, озёрная чайка, грач, серая ворона, камышница. На археологических памятниках атлантического периода появляются виды птиц, ранее не встречаемые — краснозобая гагара, чёрный коршун, пискулька, лунь (без уточнения вида), вальдшнеп, длиннохвостая неясыть, дрозд-деряба, турухтан.
Кости рыб встречаются в культурных слоях поселений начиная с позднего палеолита, начиная с мезолита появляется сетевое рыболовство. На памятниках позднего дриаса — пребореала встречаются остатки щуки, окуня, сига, ельца, язя, плотвы, линя, леща, карася, гольца, ерша, судака, налима. Наряду с этими видами на стоянках бореального и атлантического времени встречаются сом, жерех и голавль.

### Средние века
К рубежу IX—X веках основную массу жителей Волго-Клязьминского междуречья составляли представители народности меря, принадлежавшей к поволжско-финской языковой общности. Наибольшей концентрацией мерянских поселений VII—X веках выделяется район озер Неро и Плещеево, а также Суздальское Ополье. Расселение славян в центральной части междуречья с более западных и северо-западных территорий начинается с IX столетия и приобретает массовый характер в первой половине X века.